# 陳炳基
陳炳基（1927年—2015年7月13日），台北市艋舺人，1940年代台湾学生运动领袖，台湾民主自治同盟北京市领导人。陳炳基一生歷經台灣重要歷史事件，是二二八及白色恐怖歷史關鍵人物，參與台北二中反日思漢，歷經二二八事件的轉折加入中國共產黨，與林如堉、李登輝等人成立新民主同志會並吸收了大量當時的同學或台灣社會有志的知識份子，新民主同志會遭破獲瓦解之後逃回大陸。

## 生平
陳炳基生於万华的小商人家庭，畢業於老松公学校（今 萬華區老松國小）。1940年4月，他考入台北二中（今 成功高中），郭宗清是他的同學。1944年，他因谢娥事件被日本當局逮捕。1945年日本二戰投降，臺灣由中華民國國民政府代表盟軍接管，他參與組織了台湾学生联盟，同年該組織遭臺灣行政長官陈仪《人民团体组织临时办法》解散。此後他一度參與籌備三青团台北分团，不久即退出，考入臺灣省立法商學院（1946年由臺灣省立臺北商業専科學校改制，1947年1月被國立台灣大學法學院接收，改稱「臺灣大學法學院商學系」），在校期間曾任臺灣省立法商學院學生自治會主席，曾為反對1946年澀谷事件、1947年沈崇案的學生運動中的學生領袖。後來他在國立台灣大學法學院肄業。
二二八事件期間，他曾和楊建基等人在臺北地區武装起義總指揮李中志的領導下試圖組織學生武裝未果。事件後，他曾在臺灣各地躲藏，後去上海並加入共產黨，1947年7月下旬返回臺灣，與林如堉、李登輝等人成立新民主同志會並吸收了大量當時的同學或台灣社會有志的知識份子加入，後新民主同志會成為中共地下外圍組織 「台灣人民解放同盟」遭破獲瓦解之後，于1948年10月底逃到中國大陸。此後他留在大陸，1952年起任臺盟华北总支部主委、政協北京市委员会常务委员、政协北京市委员会台港澳侨联络委员会副主任、臺盟中央委員、臺盟北京市委名譽主委、台盟中央政策研究会委员等職。
2015年5月11日，因快速室性心率失常送醫急救。同年7月13日因心臟衰竭病逝於北京，享年88歲。